# 查尔斯·金斯福德·史密斯
查爾斯·愛德華·京士福特·史密斯爵士，MC，AFC（英語：Sir Charles Edward Kingsford Smith，1897年2月9日—1935年11月8日），常稱作Sir Charles Kingsford-Smith，暱稱Smithy。他是澳大利亞早期最有名的飛行員，第一位跨太平洋飛行者。

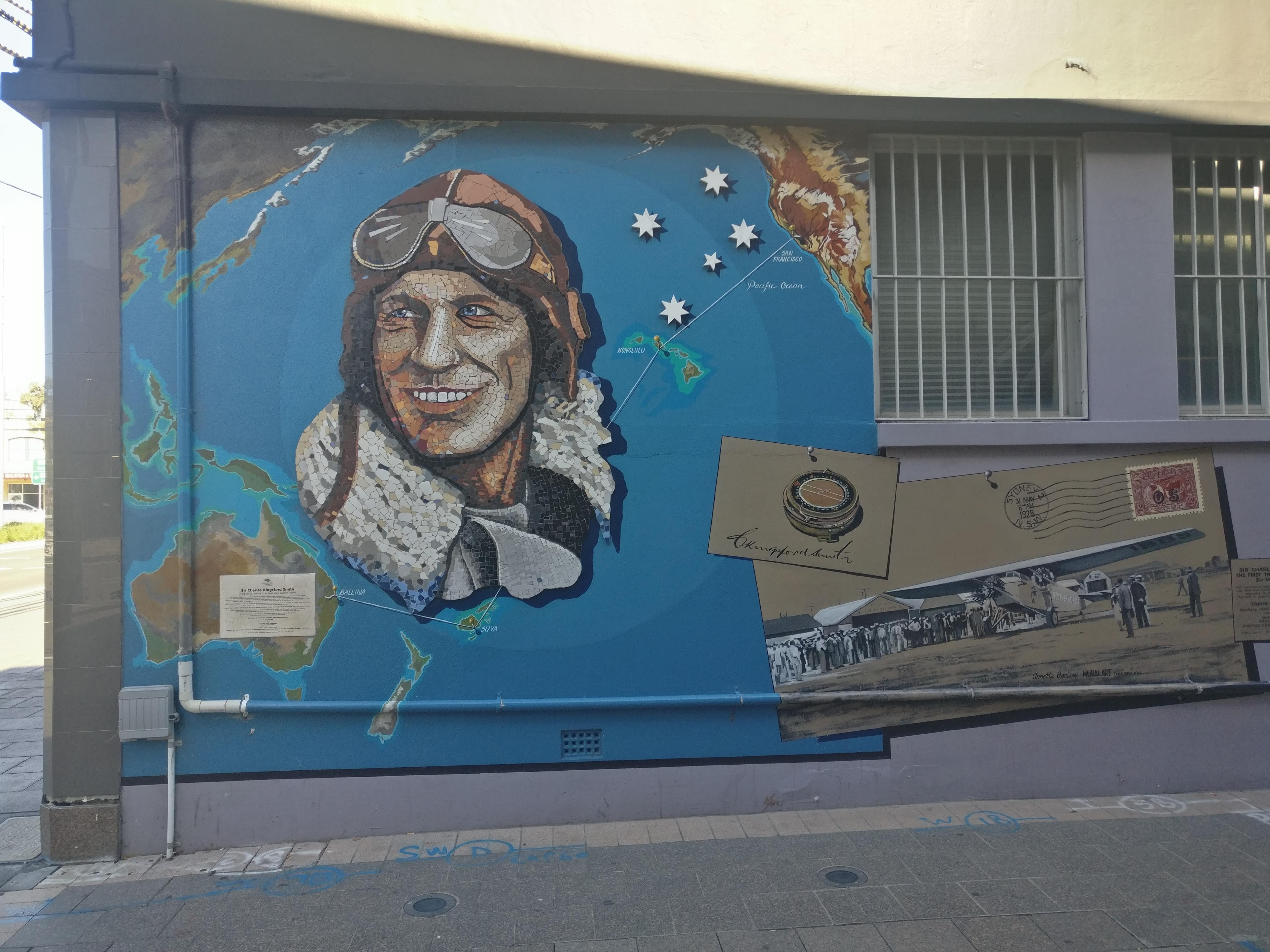
金斯福德·史密斯主题的街头艺术

## 生平

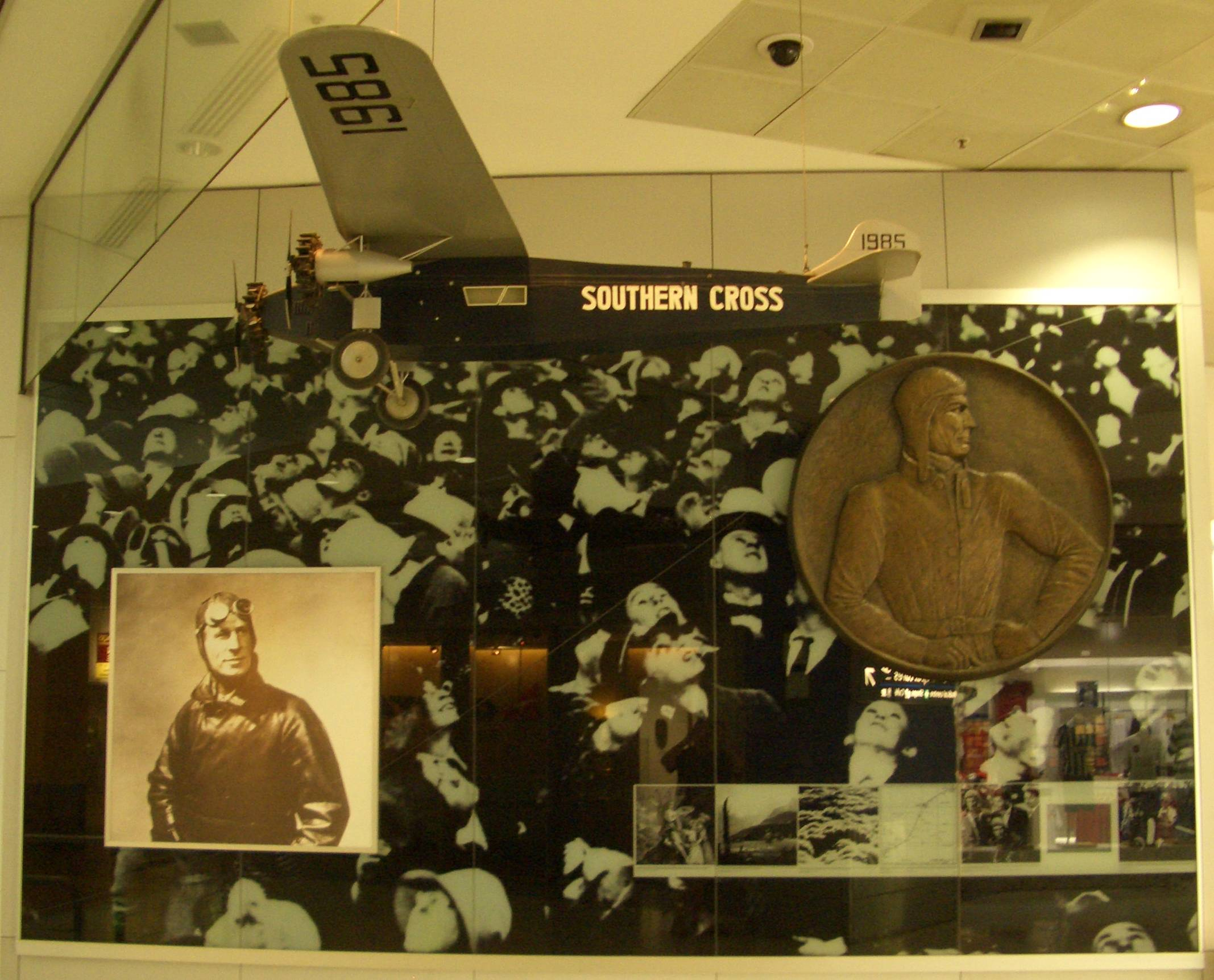
悉尼机场中的查爾斯·愛德華·京士福特·史密斯的照片

史密斯生於昆士蘭布里斯班哈密爾頓市。16歲在悉尼技術學院畢業，成為電子工程師。
1915年，宣誓加入澳大利亞軍隊。1917年加入英國陸軍皇家飛行隊，在法國當戰機師。20歲的他因戰功獲喬治五世頒予軍隊十字章。
第一次世界大戰後，他往美國荷里活當特技飛行員。當另一個特技飛行員為這個危險職業賠上性命後，1921年他回到澳洲。
後來他以空郵服務為職。1927年，他赴美購買了一部Fokker Trimotor機，他將之名為「南部十字」（Southern Cross）。
1928年5月31日，史密斯和副機師Charles Ulm、領航員Harry Lyon和廣播控制員James Warner在加州奧克蘭國際機場起飛，約一天後到達夏威夷，短暫休息後飛往斐濟首都蘇瓦，那是當時在水上飛越的最長距離，並是首次跨太平洋飛行。6月9日抵布里斯班。
1930年，他勝出一項由英國飛往澳大利亞的空中比賽。兩星期後和Mary Powell結婚。兩人生有一子。
1933年，他又一次破了由英國飛往澳大利亞的紀錄，擁有許多長距離飛行紀錄的他被視為世界上最偉大的飛行員。
1935年11月6日，他和其副機師John Pethybridge在英國起飛，準備去澳大利亞。在印度阿拉哈巴德（Allahabad）停留。飛往新加坡途中，他們在孟加拉灣上空遇到颱風，自此音訊全無。
悉尼的主要機場以他取名為悉尼金斯福德·史密斯国际机场。其飛機「南部十字」現時放在布里斯班國際機場內。

## 紀錄
他作了飛行界三個「首次」：
- 不停留橫越澳大利亞的內地
- 由澳大利亞飛往新西蘭
- 由西向東橫越太平洋，即由澳大利亞飛往美國

## 外部連結
- 一首關於京士福特·史密斯的詩（英語） （页面存档备份，存于）